# デイヴィッド・フォスター
デイヴィッド・フォスター（David Foster、1949年11月1日 - ）は、カナダの音楽家、音楽プロデューサー、ソングライター、編曲家。
セリーヌ・ディオン、ジョシュ・グローバン、ジェイク・ザイラス、マイケル・ブーブレなどを見出し、世界的に成功したアーティストのプロデュースを数多く手がけている。今までに15のグラミー賞を獲得した他、「カナダのグラミー」と呼ばれるジュノー賞を7回、映像関連のエミー賞を1回受賞している。また、映画のサウンドトラックも数多く手掛け、3度アカデミー賞にノミネートされている。

## 来歴
1960年代半ばザ・ストレンジャーズのキーボーディストとして渡英、チャック・ベリー、ボ・ディドリーなどのミュージシャンのイギリス公演のバック・バンドを務める、キャット・スティーヴンスのツアーバンドに誘われるも、ホームシックにかかって帰国。その後、ロニー・ホーキンスのバンド・メンバーなどを経て、1971年にバンド、スカイラークを結成し、渡米。1973年に「Wildflower」をヒットさせる。解散後もロサンジェルスに留まり、本格的に音楽活動を開始。セッション・プレイヤーとしての活動をした後（1975年にリー・リトナーらと共にミッシェル・ポルナレフのバック・バンドのキーボード奏者としてテレビ出演している映像が残っている）、プロデューサーに転身。
マイケル・ボルトン、バーブラ・ストライサンド、セリーヌ・ディオン、ホイットニー・ヒューストン、マイケル・ジャクソン、シカゴ、マドンナ、チャカ・カーン、アンドレア・ボチェッリなどの著名なアーティストのアルバムのプロデュースなどを行っている。英語圏以外のアーティストにも積極的に参加し、メキシコのルイス・ミゲルや日本でも岩崎宏美、河合奈保子、松田聖子（『Citron』）のアルバムにも曲を提供しプロデュースもしている。ワーナー・ミュージックの重役でもあり、近年、自らのレーベル、143 レコードを立ち上げ、ザ・コアーズ、ジョシュ・グローバン、マイケル・ブーブレなどのアルバムを制作した。
1979年にはジェイ・グレイドン、ビル・チャンプリンと共作したアース・ウィンド・アンド・ファイアーの「アフター・ザ・ラヴ・ハズ・ゴーン」(After The Love Has Gone)を作曲、この曲はシングルでは全米2位を獲得し、初めてグラミー賞（最優秀R&B楽曲賞）を受賞。この曲は後にジェイ・グレイドンと組んだエアプレイでカバーされているが、タイトルは「After The Love Is Gone」と変わっており、少し歌詞を変更している。
自らの作品としては、グラミー賞を15回受賞しており（うち3回は「最優秀プロデューサー賞」）、BMIの「最優秀ソングライター」賞も受賞している。アカデミー賞では最優秀楽曲賞に3回ノミネート、アニメ映画『魔法の剣 キャメロット』ではゴールデングローブ賞 主題歌賞を受賞。
1992年に映画『ボディガード』の挿入歌「I Have Nothing」（歌：ホイットニー・ヒューストン）の作曲でグラミー賞及びアカデミー賞最優秀楽曲賞にノミネートされた。また、1988年カルガリーオリンピックの公式テーマ曲「Winter Games」を作曲、1996年 アトランタオリンピックの公式テーマ曲「The Power of the Dream」をベイビーフェイスと作曲、更に2002年ソルトレークシティオリンピックの公式テーマ曲「Light the Fire within」も作曲、とオリンピックのテーマ曲は実に3度も携わっている。また、カルガリー、バンクーバーと、カナダで開催された冬季オリンピックでは音楽監督を務めた。その他の映画サントラのプロデュースとしては、『ゴーストバスターズ』『フットルース』『セント・エルモス・ファイヤー』などが挙げられる。
2010年、「ソングライターの殿堂」入りを果たした。輝かしい実績に比べるとかなり遅い殿堂入りであるが、「もし自分が選考委員として僕の経歴を見たら、こいつは上手いのかもしれないけど、かなり助っ人がいるんじゃないのかな?と言う気がする。僕単独でやってることをとらえるのは結構難しいだろう。でも殿堂入りは光栄だし、ワクワクしてるよ」と謙虚に語っている。
2015年から『Asia's Got Talent』に審査員として番組へ参加。

## 代表曲

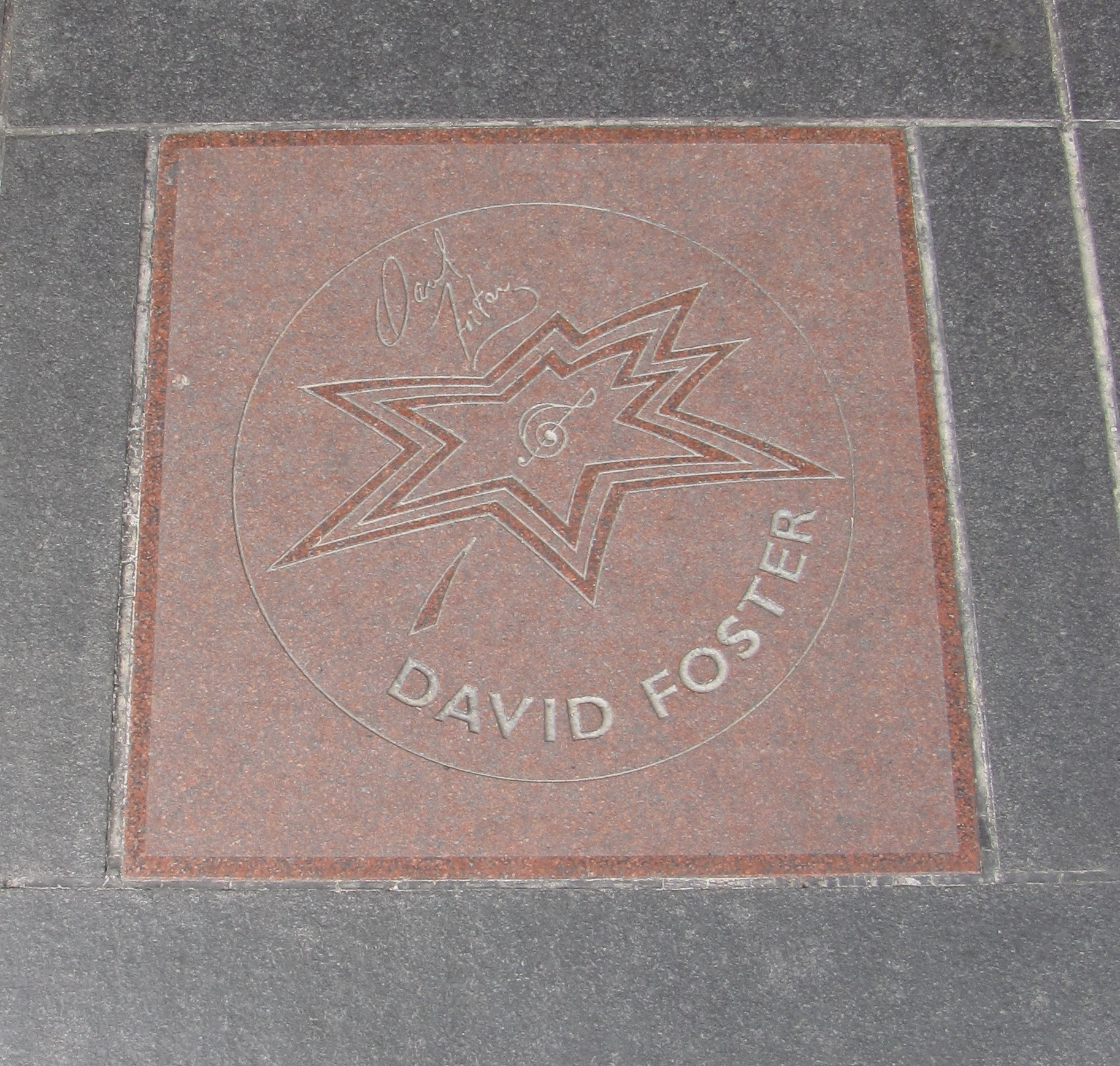
カナダの殿堂

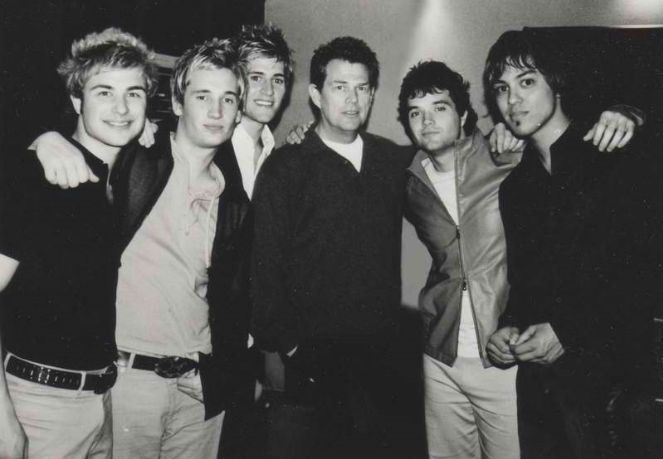
デイヴィッド・フォスターとPlus One

- "After The Love Has Gone"：アース・ウィンド・アンド・ファイアー
- "Hard to Say I'm Sorry"（素直になれなくて）：シカゴ
- "Falling Into You"：セリーヌ・ディオン
- "I Have Nothing"：ホイットニー・ヒューストン
- "Earth Song"：マイケル・ジャクソン
- "You'll See"：マドンナ
- "Through the Fire"：チャカ・カーン
- "The Best of Me"：オリビア・ニュートン＝ジョン
- "Unforgettable"：ナタリー・コール
- "St. Elmo's Fire (Man in Motion)"：ジョン・パー
- "Lonely Won't Leave Me Alone"：ジャーメイン・ジャクソンなど

### テーマ曲
- "Winter Games"：カルガリーオリンピック（1988年） 公式テーマ曲

同曲は、広島テレビ放送『サタケジャパンクラシック・広島女子オープンゴルフトーナメント』中継テーマ曲、TBSテレビ『サタデーずばッと』テーマ曲、ニッポン放送『SONY Night Square 渡辺美奈代 恋はちょっぴり』テーマ曲などとして使われている。（上述は日本国内における一例）
- パワー・オブ・ザ・ドリーム：アトランタオリンピック（1996年） 公式テーマ曲
- "Light the Fire within"：ソルトレークシティオリンピック（2002年）公式テーマ曲

### 日本のアーティスト
- 抱いて…：松田聖子（1988年）

### その他
- "ヴォイセス・ザット・ケア"：湾岸戦争従事兵士支援テーマソング（1991年）
- "I Will Be There with You"：キャサリン・マクフィー（現在の妻）- 日本航空（JAL）オリジナル曲（2008年）、2011年に杏里が日本語詞でカバー。
- "MORNIN'"：アル・ジャロウのインストカバー曲が、グッドモーニング（テレビ朝日系列）のオープニングテーマ曲として使用されている。

## 日本人アーティストの作品へのミュージシャンとしての参加

### プロデュース
- I WON'T BREAK YOUR HEART：岩崎宏美（1984年）

### 演奏参加
- "Sweetest Music"：竹内まりや（1980年）
- オリビアを聴きながら：杏里（1994年）

### デュエット
- "Live Inside Your Love"：河合奈保子（作詞作曲はデヴィッド・ブライアント、トニー・ヘインズ）

## 私生活

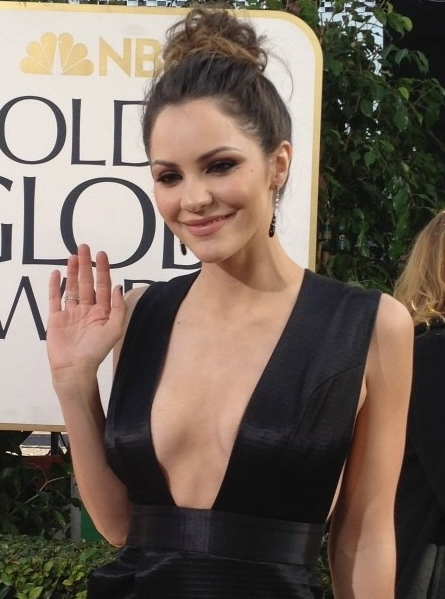
5人目で、現在の妻であるキャサリン・マクフィー

5度の結婚歴、4度の離婚歴があり、計5人の子供、計7人の孫がいる。
- 1972年にB.J. Cookと最初の結婚をするも、1981年6月に破局した。

- 1982年10月にRebecca Dyerと2度目の結婚をするも、1986年に破局した。

- 1991年6月、エルヴィス・プレスリーの元恋人（1972年 - 1976年）であり、1976年モントリオールオリンピック金メダリストのブルース・ジェンナー（現在：ケイトリン・ジェンナー）の前妻でもある、女優・作詞家のリンダ・トンプソンと3度目の結婚をするも、2005年7月に破局した。

- 2011年にオランダ出身の元モデル・タレントのヨランダ・ハディット (en:Yolanda Hadid) （スーパーモデルのジジ・ハディットの母親）と4度目の結婚をしたが、2015年12月に離婚を申請した。

- 2018年7月には34歳年下のアメリカンアイドル出身歌手で女優、キャサリン・マクフィーと婚約し、2019年6月に5度目の結婚[2]。

リンダ・トンプソンと結婚していた当時、マリブにある推定価格40億円と言れる豪邸でリンダの連れ子である2人の息子（ブランドン・ジェンナー、ブロディ・ジェンナー）と同居していたが、その2人の息子の、月に500万円以上を湯水のように浪費する「バカ息子」ぶりが話題となり、2005年にアメリカのフォックス放送でリアリティ番組『マリブのバカ息子（The Princes of Malibu）』としてテレビ放送されたことがある。なお、2012年には日本でも同番組のダイジェストが日本テレビの『世界まる見え!テレビ特捜部』の中で「あきれたバカ息子vs金持ちパパ」のタイトルで放送されている。

## その他
長期にわたり、小児ガン、白血病、エイズなどの研究支援や内臓移植の必要な子供達への支援を行っている。彼の人道的支援に対し、カナダでの民間人の最高栄誉であるカナダ勲章を受勲。またビクトリア大学の名誉博士号を受称。さらにはカナダ音楽殿堂入りしている。

## 日本公演
- 1987.5.3,5.4,5.5 「LIVE COORS LIVE  David Foster & Lee Ritenour」昭和女子大学人見記念講堂
- 1987.5.6 「LIVE COORS LIVE  David Foster & Lee Ritenour」フェスティバルホール
- 1994.4.27,4.28 「JT SUPER PRODUCERS '94　デヴィッド・フォスター」日本武道館
- 1994.4.29 プロデューサー講座 原宿クエストホール - JT SUPER PRODUCERS '94の一環として、一般応募の自作曲にアレンジを加えるプロデューサー講座を開演。
- 2010.10.19,10.20 「DAVID FOSTER & FRIENDS JAPAN TOUR 2010」東京国際フォーラム ホールA 共演者：ピーター・セテラ、ナタリー・コール、ジェイク・ザイラス、ルーベン・スタッダート、カナディアン・テナーズ 10月19日にはMISIAが、10月20日には松田聖子がそれぞれサプライズゲストとして共演
- 2011.10.19.10.20 「DAVID FOSTER & FRIENDS JAPAN TOUR 2011」東京国際フォーラム ホールA 共演者：フィリップ・ベイリー、マイケル・ボルトン、ラッセル・ワトソン、ジェイク・ザイラス、アシャンティ、ジャッキー・エヴァンコ
- 2012.11.12 「DAVID FOSTER & FRIENDS JAPAN TOUR 2012」東京国際フォーラム ホールA 共演者：チャカ・カーン、ベイビーフェイス、ピーター・セテラ、ポール・ヤング、ヘイリー、フェルナンド・バレーラ、ダーティ・ループス
- 2018.11.30,12.1,12.2,12.3「Blue Note Tokyo 30th Anniversary presents AN INTIMATE EVENING with デイヴィッド・フォスター」Blue Note Tokyo 共演者：ブライアン・マックナイト、ソヒャン、ジョーダン・ジョン
- 2022.8.21,8.22,8.23､8.25「AN INTIMATE EVENING WITH DAVID FOSTER	デイヴィッド・フォスター Billboard Live 15th Anniversary Premium Live」ビルボードライブ東京 共演者：妻のキャサリン・マクフィー
- 2022.8.27「AN INTIMATE EVENING WITH DAVID FOSTER	デイヴィッド・フォスター Billboard Live 15th Anniversary Premium Live」【ビルボードライブ横浜 共演者：妻のキャサリン・マクフィー
- 2022.8.29,8.30「AN INTIMATE EVENING WITH DAVID FOSTER	デイヴィッド・フォスター Billboard Live 15th Anniversary Premium Live」ビルボードライブ大阪 共演者：妻のキャサリン・マクフィー
- 2023.3.16「ASKA＆DAVID FOSTER PREMIUM CONCERT 2023」ぴあアリーナMM　共演者　ASKA
- 2022.3.19「ASKA＆DAVID FOSTER PREMIUM CONCERT 2023」兵庫県立芸術文化センターKOBELCO大ホール 共演者：ASKA

## ディスコグラフィ

### スタジオ・アルバム
- ｢ザ・ベスト・オブ・ミー｣：The Best of Me（1983年）
- ｢デイヴィッド・フォスター｣：David Foster（1986年）
- ｢シンフォニー・セッションズ｣：The Symphony Sessions（1987年）
- ｢リヴァー・オブ・ラヴ｣：River of Love（1990年）
- ｢レコーディングズ｣：Rechordings（1991年）
- ｢クリスマス・アルバム｣：The Christmas Album（1993年）
- ｢ラヴ・ライツ・ザ・ワールド｣：Love Lights the World（1994年）
- Eleven Words（2020年）

### ライブ・アルバム
- ｢君こそすべて〜デイヴィッド・フォスター&フレンズ ライヴ｣：Hit Man: David Foster&Friends（2008年）
- ｢デイヴィッド・フォスター&フレンズ ライヴ2｣：Hit Man Returns: David Foster&Friends（2011年）
- Dream With Me In Concert（2011年）
- An Intimate Evening with David Foster（2019年）

### コンピレーション・アルバム
- ｢タイム・パッシング｣：Time Passing（1989年）
- Selecciones Latinas（1992年）
- ｢タッチ・オブ・デイヴィッド・フォスター｣：A Touch of David Foster（1998年）
- The Best of Me: A Collection of David Foster's Greatest Works（2000年）
- The Magic of David Foster & Friends（2010年）
- ｢デイヴィッド・フォスター プレゼンツ ラヴ、アゲイン｣：David Foster Presents Love, Again（2010年）※日本盤のみ
- The Best of Celine Dion&David Foster（with Celine Dion）（2012年）
- The Many Sides of David Foster（2015年）
- ｢メロディーズ・オブ・ラヴ デイヴィッド・フォスター・ソングブック｣：Melodies of Love - David Foster's Songbook（2017年）
- ｢デイヴィッド・フォスター・ワークス｣：David Foster Works（2018年）
- ｢デイヴィッド・フォスター・ワークス 2｣：David Foster Works 2（2019年）

## 書籍
- ｢ヒットマン デイヴィッド・フォスター自伝｣（2009年11月2日、スペースシャワーネットワーク）ISBN 978-4860203696

## 関わったアーティスト
- ウォーレン・ウィービー
- セリーヌ・ディオン
- RIRI (日本の歌手)
- アンドレア・ボチェッリ
- マライア・キャリー
- ホイットニー・ヒューストン
- バーブラ・ストライサンド
- ジェイク・ザイラス
- シェール
- クリスティーナ・アギレラ
- ジョシュ・グローバン
- レネー・オルステッド
- シーナ・イーストン
- ケニー・ロジャース
- マイケル・ブッシュ
- マイケル・ボルトン
- デニース・ウィリアムス
- トミー・ボーリン
- ナイト・レンジャー
- プリンス
- ドナ・サマー
- フェイス・ヒル
- ザ・コアーズ
- ヴィッキー・モス
- ブランディ
- ルイス・ミゲル
- ピーター・アレン
- ビージーズ
- ニール・ダイアモンド
- ゴードン・ライトフット
- ケニー・G
- デスティニーズ・チャイルド
- ヴァネッサ・ウィリアムス
- アン・マレー
- オリビア・ニュートン＝ジョン
- エイミー・ホランド
- デボラ・ブランド
- リサ・マリー・プレスリー
- ララ・ファビアン
- ドリー・パートン
- フリオ・イグレシアス
- ジェニファー・ラブ・ヒューイット
- マイケル・ジャクソン
- マドンナ
- アリス・クーパー
- グロリア・エステファン
- ブレイク・シェルトン
- ジョージ・ハリスン
- ロッド・スチュワート
- 河合奈保子
- 松田聖子
- 影山ヒロノブ
- ラウラ・パウジーニ
- オール4・ワン
- リカルド・モンタネール
- ジョン・パー
- アル・ジャロウ
- ケニー・ロギンス
- アズ・イェット
- ドノヴァン
- ナタリー・コール
- ヨランダ・アダムス
- ザ・チューブズ
- マイケル・ブーブレ
- シカゴ
- ピーター・セテラ
- キャサリン・マクフィー
- エア・サプライ
- ポール・マッカートニー
- ブライアン・マックナイト
- イン・シンク
- ケヴィン・シャープ
- ピーター・シンコッティ
- クリス・ボッティ
- ビービー&シーシー・ワイナンズ
- アヴェレイジ・ホワイト・バンド
- リチャード・マークス
- シェリル・リン
- ポール・アンカ
- シール
- ボズ・スキャッグス
- トニー・ブラクストン
- ジェシカ・シンプソン
- チャカ・カーン
- アース・ウィンド・アンド・ファイアー
- ザ・キーン・ブラザーズ
- ブライアン・アダムス
- デバージ
- ダリル・ホール&ジョン・オーツ
- クレイ・エイケン
- ケリー・クラークソン
- ウィリアム・ジョセフ
- ベイビーフェイス
- マリリン・マーティン
- ゲイリー・バーロウ
- ジョン・トラボルタ
- リアン・ライムス
- モニカ
- ロジャー・ダルトリー
- キャサリン・ジェンキンス
- ハイディ・モンタグ
- ジョーダン・ヒル
- プラス・ワン
- ロニー・ホーキンス
- イル・ディーヴォ
- ザ・カナディアン・テノールズ
- ニコール・キッドマン
- 岩崎宏美
- 浜田麻里